# I'll Show You
«I'll Show You» es una canción interpretada por el cantante canadiense Justin Bieber, incluida en su cuarto álbum de estudio Purpose (2015). Publicada el 1 de noviembre de 2015 como un sencillo promocional por la compañía discográfica Def Jam Recordings. Fue compuesta por el cantante, Josh Gudwin, Sonny Moore, Michael Tucker y Theron Feemster, mientras que la producción de la pista estuvo a cargo de Skrillex y Blood. Es una balada EDM con sintetizadores atmosféricos, bajo graso, percusión de trampa, y sábanas de sintetizadores en cascada. Líricamente el tema ofrece una autobiografía de la dificultad de crecer en el ojo público y la necesidad de la conexión humana.
En términos generales «I'll Show You» recibió comentarios positivos por parte de la crítica, quienes entre otras, elogiaron la producción de Skrillex en la pista, así como la química musical de este con Bieber, además de elogiar la voz del intérprete en el tema. En la parte comercial, tuvo una acogida positiva, a pesar de ser un sencillo promocional, ya que alcanzó el top diez en siete territorios, incluyendo Canadá, donde alcanzó la posición 8, y los veinte primeros en otros seis, como en Australia, Estados Unidos y el Reino Unido. En Estados Unidos fue certificado con un disco de platino por parte de la Recording Industry Association of America al vender un millón de unidades en ese territorio.
El vídeo musical del tema se lanzó el 2 de noviembre de 2015, y se grabó en los ríos y lagunas glaciares del sur de Islandia, en donde Bieber aparece corriendo a través de un exuberante paisaje verde en Islandia, cayendo debajo de las colinas ypatinando encima de un avión abandonado. «I'll Show You» figuró en el repertorio de la gira mundial de 2016 Purpose World Tour.

## Antecedentes y lanzamiento
Mientras trabajaba en su entonces próximo álbum de estudio, Justin Bieber contrató al disc jockey estadounidense Skrillex para producir algunas canciones del disco, esto después de trabajar con éxito en «Where Are Ü Now», una canción que le envió a Skrillex y Diplo para su proyecto Jack Ü, la cual se convirtió en un éxito mundial y ayudó a renovar su carrera. En cuanto a su voluntad de trabajar con el productor, Bieber comentó que: «Skrillex es un genio. Es súper futurista y  y me encanta su sonido. Creo que poder incorporar ese sonido con lo que estoy haciendo ha sido súper cool porque es como nuevo y fresco, y siento que nadie lo ha hecho antes». Skrillex también comentó de trabajar com Bieber: «Oí algunas canciones bien escritas que estaban realmente bien que quisieron que yo hiciera la producción y desde allí, escribimos algunas canciones nuevas. Fue una oportunidad de probar algunas cosas que nunca había hecho antes y terminamos haciendo algo realmente único». Skrillex también invitó a Michael Tucker, bajo su nombre de producción Blood, para que lo ayudara a producir algunas pistas para el álbum, incluyendo entre otras a «I'll Show You». 
Respecto a la canción, Skrillex comentó: «Había una versión muy diferente de esa pista, y después de escucharla quería volver a reproducirla, así que fue más lento y emocional. Esta canción es una de mis favoritas en el álbum. Tiene algunas de las mejores letras del álbum, esa fue una de las canciones que a [Bieber] le gustó realmente, y de las que nos sentimos orgullosos». El 1 de noviembre de 2015, se publicó oficialmente como un sencillo promocional.

## Composición

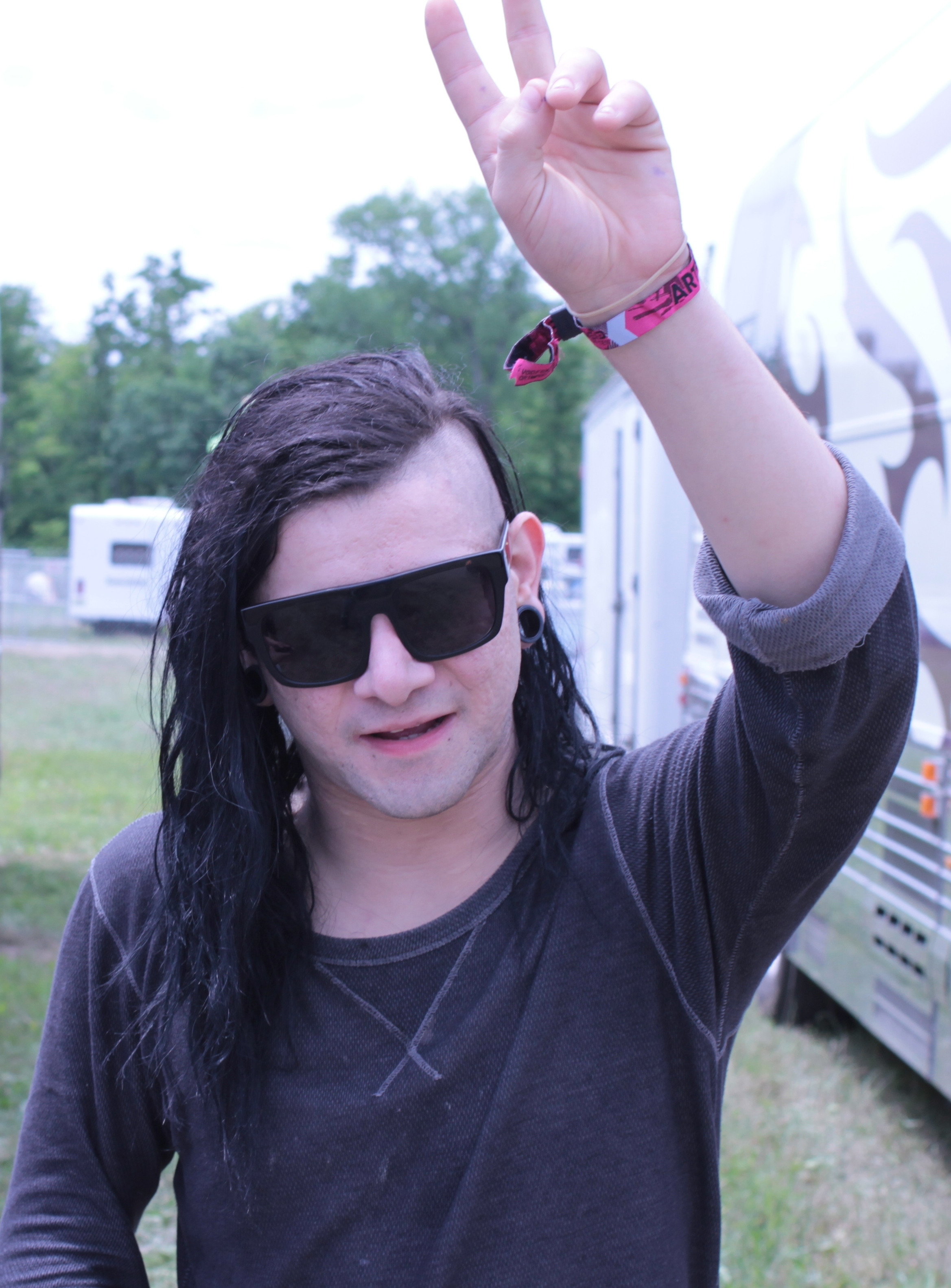
Skrillex se encargó de producir el tema, además de ser uno de los compositores del mismo.

«I'll Show You» fue escrita por Justin Bieber, Josh Gudwin, Sonny Moore, Michael Tucker y Theron Feemster, mientras que la producción de la pista estuvo a cargo de Skrillex y Blood. Según la partitura publicada en Musicnotes.com por Universal Music Publishing Group, la canción está compuesta en la tonalidad de la menor con un tempo de 100 pulsaciones por minuto. «I'll Show You» es una «balada EDM refrigerada», teniendo sintetizadores atmosféricos, bajo graso, percusión de trampa, y sábanas de sintetizadores en cascada. Para Bianca Gracie de Idolator, «[el] tono melancólico retoma donde dejaron el jaspeado R&B de Journals», mientras que Carolyn Menyes, de Music Times, notó que la canción es «notablemente más bajista que sus anteriores lanzamientos "What Do You Mean?" y "Sorry"». Durante la pista, Bieber utiliza un «suave pero herido croon», así como «más bajo, más tranquilo, más robusto y delicadamente acunado por la producción de cristal de Skrillex», con un tono «emocional, rico y profundo».
Líricamente el tema ofrece «una visión autobiográfica de la dificultad de crecer en el ojo público» y la «necesidad de la conexión humana». Durante las primeras líneas, «Mi vida es una película, y todo el mundo está viendola», él subraya su «fanfarronería típica con inseguridad y paranoia tranquila». Menyes señaló que la canción tiene letras «introspectivas», que «va un poco más profundamente en sus luchas con la depresión y su imagen pública», que se puede ver en el pre-coro: «A veces es difícil hacer lo correcto / Cuando la presión está bajando como un rayo / Es como si quisieran que fuera perfecto / Cuando ni siquiera saben que estoy sufriendo». El coro «revela sus lamentaciones como una instalación para el levantamiento de sus cenizas», Con Bieber cantando: «Esta vida no es fácil / No estoy hecho de acero / No olvides que soy humano / No olvides que soy real / Actúa como si me conocieras, pero nunca lo harás / Pero hay una cosa que sé con seguridad / te lo mostraré». En la segunda parte, medita en su madurez en el centro de la atención pública, explicando que sus muchos escándalos eran parte de aprender de «la forma dura».

## Recepción

### Comentarios de la crítica

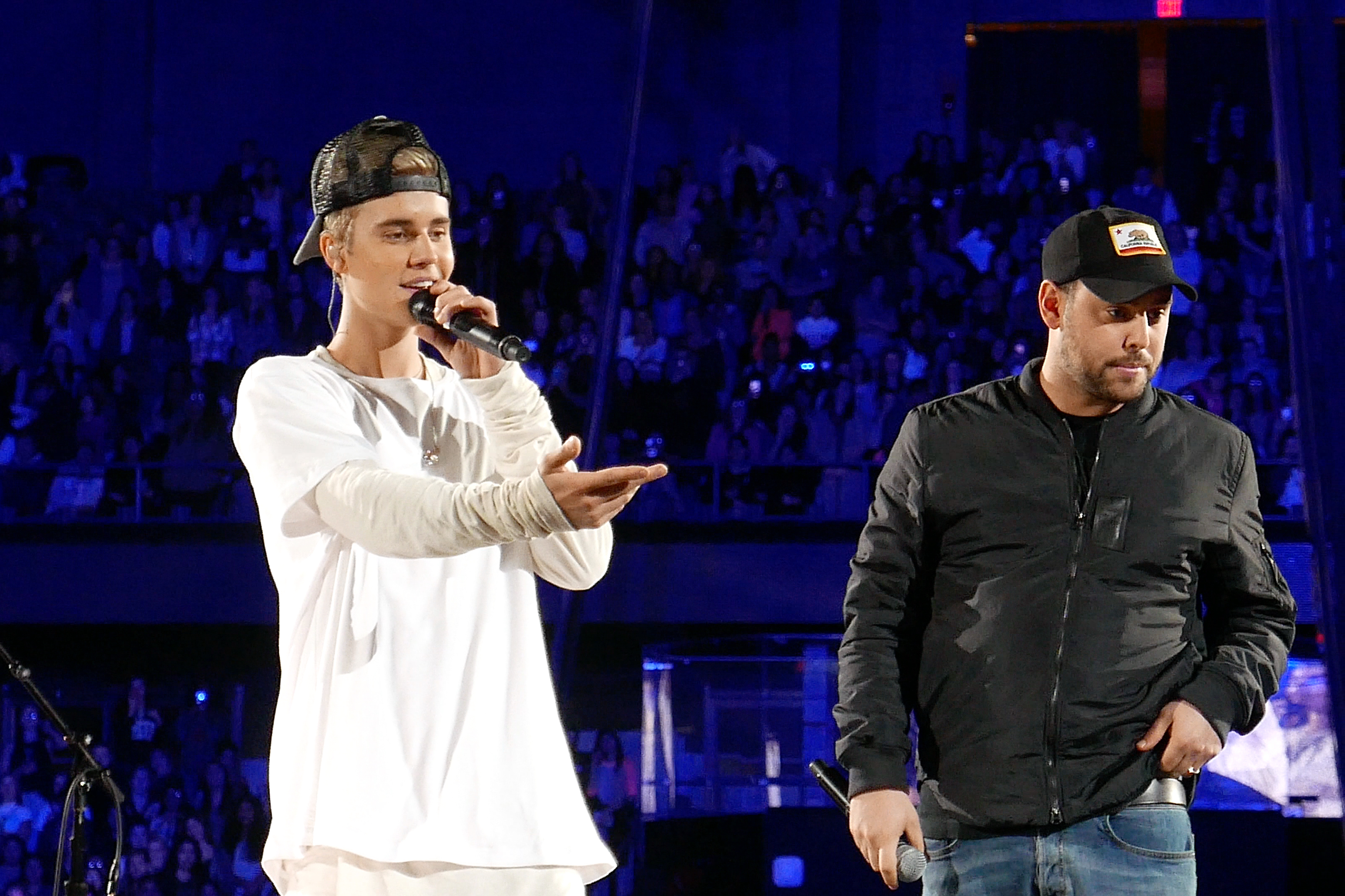
Justin Bieber junto a Scooter Braun durante un concierto promocional del álbum.

La canción recibió comentarios positivos por parte de la crítica. Andrew Unterberger, de Spin, elogió la «producción de cristales de emoción de Skrillex», llamándola «una cascada de magníficos sintetizadores de Skrillex», añadiendo: «Es un momento tan eléctrico como lo vas a escuchar en el pop este año». Unterberger también señaló que la canción muestra que Bieber «está mucho más preocupado por reavivar su relación con el público en general». Sam C. Mac de la revista Slant Magazine opinó que la canción «toma una balada digna de Owl City y lo mejora hasta [...] completar el lanzamiento de sencillos más empíricamente perfecto de 2015». Caroline Sullivan de The Guardian señaló que la canción «está empapada en reverberación helada», mientras que Bianca Gracie de Idolator señaló que «[es] Bieber en su forma más cruda».
Annie Zaleski de The A.V. Club elogió la producción de Skrillex por «inyectarle vida a 'Purpose'», citando la canción de «bosque tropical de niebla» como un ejemplo. 
Carolyn Menyes de Music Times observó que «la ligereza y la vulnerabilidad en las voces de Bieber ayudan a equilibrarlo y traer un elemento humano». 
Amy Davidson de Digital Spy declaró que «hay algo conmovedor acerca de sus súplicas para restaurar el sentido de la humanidad a su alrededor». Alex Macpherson, de The National, lo llamó «un bajo todo lánguido y estirado hasta que un extrañamente riff sintetizador rítmico se halla al alcance del oído para funcionar como el gancho». Michelle Geslani de Consequence of Sound elogio a Bieber y a Srkillex por «seguir mostrando su química musical con 'I'll Show You'», observando que «Skrillex proporciona el telón de fondo perfecto para el suave pero herido croon de Bieber». Janine Schaults de la misma publicación fue positiva con la voz «cremosa» de Bieber, declarando que «pide simpatía de una manera que simultáneamente te hace sentir lástima por la infancia perdida de Bieber y rechazado por su ceguera a su inmenso privilegio».

### Recibimiento comercial
A pesar de ser un sencillo promocional, «I'll Show You» obtuvo una buena acogida comercial. En Canadá, el tema debutó en la posición veintiocho, antes de escalar a la casilla quince la semana siguiente. Posteriormente alcanzó la octava posición, la semana siguiente. En los Estados Unidos, debutó en la posición 51 del Billboard Hot 100, vendiendo 52 mil copias, lo que significó que debutara en la casilla diecisiete de Digital Songs. Gracias al lanzamiento del vídeo musical, la canción entró al top 40, en la posición veintisiete, entretanto, en la semana después del lanzamiento de Purpose, alcanzó la posición 19, convirtiéndose en la decimocuarta canción de Bieber en colarse en las veinte primeras del Hot 100. Más tarde la Recording Industry Association of America (RIAA) le otorgó un disco de platino por comercializar un millón de unidades en Estados Unidos.
En otros territorios recibió buena recepción comercial. En países como Alemania, Austria, Bélgica (tanto la Región Flamenca como la Valona), Italia y Suiza, se ubicó entre los primeros cincuenta puestos de sus respectivos listados, no obstante en Italia logró certificar un disco de oro, por vender 25 mil copias en ese territorio. En otros mercados, logró entrar a los veinte primeros como en Australia, Escocia, Irlanda, Hungría, Reino Unido y Suecia, en Australia y en los dos últimos países certificó discos de platino, plata y platino, respectivamente. En países como Dinamarca, Noruega, Nueva Zelanda y Países Bajos se logró colocar entre los diez primeros lugares de sus listas de popularidad, en Dinamarca y Nueva Zelanda además certificó un disco de platino.

## Vídeo musical
El vídeo oficial de la canción fue dirigido por Rory Kramer y se publicó el 2 de noviembre de 2015. El vídeo se grabó en los ríos y lagunas glaciares del sur de Islandia, incluyendo las cascadas Seljalandsfoss y Skógafoss. En una entrevista, el director del clip explicó porqué decidieron hacer el vídeo en ese país, afirmando que «Le pregunté [a Bieber], ¿Dónde está el lugar en el que nunca has estado y que siempre has querido ir?», continuó diciendo «Una vez que fuimos en auto, todo el mundo miraba, querían parar [...], Justin se quedó sentado y miró estos acantilados y pensaría en la vida. Fue una de las primeras veces que lo había visto estar solo y no ser molestado por la gente que se acercaba a él». En el vídeo aparece el intérprete «corriendo a través de un exuberante paisaje verde en Islandia», así como «cayendo debajo de las colinas», «patinando encima de un avión abandonado» y «[desafiando] el agua helada con solo su ropa interior». El equipo de editores de la revista Billboard consideró al vídeo como «un hermoso clip lleno de gloria de la naturaleza». Mientras que Alexis Rhiannon de Bustle elogió el paisaje de Islandia: «Hay caminos rocosos con incrustaciones de líquenes que dan a hermosas cascadas, extensiones de verde, olas estrelladas, cuevas de hielo y hermosas piscinas que brillan con una luz azul, como si estuvieran encendidas desde dentro».

## Posicionamiento en listas

### Semanales
| País              | Lista                            | Mejor posición |
| ----------------- | -------------------------------- | -------------- |
| Alemania          | German Singles Chart             | 45             |
| Australia         | ARIA Singles Chart               | 16             |
| Guatemala         | Ö3 Guatemala Top 75              | 35             |
| Bélgica (Flandes) | Ultratop 50 Singles              | 38             |
| Bélgica (Valonia) | Ultratop 50 Singles              | 41             |
| Canadá            | Canadian Hot 100                 | 8              |
| Corea del Sur     | Gaon International Singles Chart | 83             |
| Dinamarca         | Danish Singles Chart             | 8              |
| Escocia           | Scottish Singles Chart           | 15             |
| Eslovaquia        | Singles Digitál Top 100          | 4              |
| España            | Top 100 Canciones                | 22             |
| Estados Unidos    | Billboard Hot 100                | 19             |
| Estados Unidos    | Digital Songs                    | 17             |
| Estados Unidos    | Streaming Songs                  | 7              |
| Finlandia         | Suomen virallinen Lataulista     | 23             |
| Francia           | French Singles Chart             | 53             |
| Hungría           | Hungarian Single Top 40          | 13             |
| Irlanda           | Irish Singles Chart              | 14             |
| Italia            | FIMI Singles Chart               | 35             |
| Noruega           | Norwegian Singles Chart          | 9              |
| Nueva Zelanda     | NZ Top 40 Singles Chart          | 5              |
| Países Bajos      | Single Top 100                   | 7              |
| Portugal          | Portuguese Singles Chart         | 22             |
| Reino Unido       | UK Singles Chart                 | 15             |
| República Checa   | Singles Digitál Top 100          | 18             |
| Suecia            | Swedish Top 100                  | 17             |
| Suiza             | Swiss Singles Chart              | 40             |

### Certificaciones
| País           | Organismo certificador | Certificación | Ventas certificadas | Ref.   |
| -------------- | ---------------------- | ------------- | ------------------- | ------ |
| Australia      | ARIA                   | Platino       | 70 000              | [ 45 ] |
| Dinamarca      | IFPI — Dinamarca       | Oro           | 35 000              | [ 52 ] |
| Estados Unidos | RIAA                   | Platino       | 1 000               | [ 10 ] |
| Italia         | FIMI                   | Oro           | 25 000              | [ 38 ] |
| Nueva Zelanda  | RMNZ                   | Platino       | 15 000              | [ 53 ] |
| Polonia        | ZPAV                   | Platino       | 20 000              | [ 71 ] |
| Reino Unido    | BPI                    | Plata         | 200 000             | [ 46 ] |
| Suecia         | GLF                    | Platino       | 40 000              | [ 47 ] |

## Créditos y personal
- Mezcla: Andrew Wuepper, Josh Gudwin, Brandon Harding (asistente)
- Grabación de sonido: Josh Gudwin, Henrique Andrade (asistente)
- Ingeniería de sonido: Chris «Tek» O'Ryan
- Productor discográfico: Blood «Diamonds», Skrillex
- Publicación de Michael Diamond Music, Bieber Time Publishing y Copaface
- Compositor: Josh Gudwin, Justin Bieber, Michael Tucker, Theron «NEFF-U» Feemster, Sonny Moore
- Compañía discográfica: Def Jam Recordings

Fuentes: Notas del disco Purpose.

## Historial de lanzamiento
| País | Fecha                  | Formato          | Discográfica       | Ref.  |
| ---- | ---------------------- | ---------------- | ------------------ | ----- |
|      | 1 de noviembre de 2015 | Descarga digital | Def Jam Recordings | [ 1 ] |